# Diócesis de Mackenzie-Fort Smith
La diócesis de Mackenzie-Fort Smith (en latín: Dioecesis Mackenzien(sis)-Arcis Smith y en inglés: Roman Catholic Diocese of Mackenzie–Fort Smith) es una circunscripción eclesiástica latina de la Iglesia católica en Canadá, sufragánea de la arquidiócesis de Grouard-McLennan. La diócesis tiene al obispo Jon Paul Christian Hansen, C.SS.R. como su ordinario desde el 15 de diciembre de 2017.

## Territorio y organización

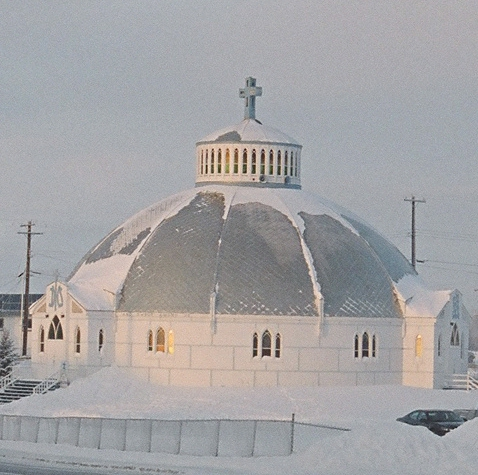
Iglesia de Nuestra Señora de la Victoria, Inuvik

La diócesis tiene 1 523 400 km² y extiende su jurisdicción sobre los fieles católicos de rito latino residentes en los territorios del Noroeste, el extremo occidental del territorio de Nunavut y la parte noroccidental de la provincia de Saskatchewan.
La sede de la diócesis se encuentra en la ciudad de Yellowknife, mientras que en Fort Smith se halla la Catedral de San José.
En 2019 en la diócesis existían 7 parroquias: Our Lady of Victory Parish (en Inuvik), Our Lady of the Arctic (en Cambridge Bay), St. Joseph’s Cathedral Parish (en Fort Smith), Assumption Parish (en Hay River, y en reserva la St. Ann Chapel), St. Michael (en Behchoko) y St. Patrick’s Parish (en Yellowknife).

## Historia
El vicariato apostólico de Mackenzie fue erigido el 3 de julio de 1901 tras la división del vicariato apostólico de Athabaska-Mackenzie, que también dio lugar al vicariato de Athabaska, del que deriva la actual arquidiócesis de Grouard-McLennan.
El 9 de marzo de 1908 cedió una parte de su territorio para la erección de la prefectura apostólica de Yukón (hoy diócesis de Prince George) mediante el breve Quae catholico nomini del papa Pío X.
El 15 de marzo de 1927, mediante el breve Quae ad rei del papa Pío XI, se estableció una variación de los límites entre los vicariatos apostólicos de Athabaska y Mackenzie.
El 13 de julio de 1967, en virtud de la bula Adsiduo perducti del papa Pablo VI, el vicariato apostólico fue elevado a diócesis y tomó su nombre actual.
El 25 de enero de 2016 la diócesis pasó de la jurisdicción de la Congregación para la Evangelización de los Pueblos a la jurisdicción de la Congregación para los Obispos.

## Estadísticas
De acuerdo al Anuario Pontificio 2020 la diócesis tenía a fines de 2019 un total de 27 133 fieles bautizados.
| Año                                                                             | Población            | Población | Población      | Sacerdotes | Sacerdotes    | Sacerdotes    | Bautizados por sacerdote | Diáconos permanentes | Religiosos | Religiosos | Parroquias |
| Año                                                                             | Bautizados católicos | Total     | % de católicos | Total      | Clero secular | Clero regular | Bautizados por sacerdote | Diáconos permanentes | Varones    | Mujeres    | Parroquias |
| ------------------------------------------------------------------------------- | -------------------- | --------- | -------------- | ---------- | ------------- | ------------- | ------------------------ | -------------------- | ---------- | ---------- | ---------- |
| 1950                                                                            | 12 000               | 16 000    | 75.0           | 60         |               | 60            | 200                      |                      | 107        | 92         | 4          |
| 1966                                                                            | 13 802               | 25 404    | 54.3           | 54         |               | 54            | 255                      |                      | 102        | 112        | 33         |
| 1970                                                                            | 17 696               | 34 908    | 50.7           | 55         |               | 55            | 321                      |                      | 87         | 104        | 47         |
| 1976                                                                            | 24 337               | 55 178    | 44.1           | 43         | 1             | 42            | 565                      |                      | 67         | 84         | 8          |
| 1980                                                                            | 18 948               | 39 675    | 47.8           | 39         |               | 39            | 485                      |                      | 62         | 52         | 21         |
| 1990                                                                            | 19 834               | 35 439    | 56.0           | 19         | 1             | 18            | 1043                     | 1                    | 26         | 33         | 40         |
| 1999                                                                            | 26 200               | 44 860    | 58.4           | 7          | 2             | 5             | 3742                     | 1                    | 5          | 18         | 18         |
| 2000                                                                            | 25 150               | 41 800    | 60.2           | 8          | 3             | 5             | 3143                     |                      | 5          | 14         | 40         |
| 2001                                                                            | 25 404               | 42 154    | 60.3           | 8          | 3             | 5             | 3175                     | 1                    | 5          | 14         | 40         |
| 2002                                                                            | 24 587               | 39 881    | 61.7           | 9          | 3             | 6             | 2731                     | 1                    | 6          | 15         | 18         |
| 2003                                                                            | 21 900               | 37 360    | 58.6           | 8          | 3             | 5             | 2737                     | 3                    | 5          | 14         | 46         |
| 2004                                                                            | 28 540               | 42 040    | 67.9           | 11         | 4             | 7             | 2594                     | 3                    | 8          | 16         | 46         |
| 2013                                                                            | 27 050               | 49 150    | 55.0           | 8          | 4             | 4             | 3381                     | 1                    | 5          | 6          | 8          |
| 2016                                                                            | 36 375               | 50 568    | 71.9           | 9          | 4             | 5             | 4041                     |                      | 6          | 5          | 8          |
| 2019                                                                            | 27 133               | 54 487    | 49.8           | 7          | 4             | 3             | 3876                     |                      | 4          | 5          | 7          |
| Fuente: Catholic-Hierarchy, que a su vez toma los datos del Anuario Pontificio. |                      |           |                |            |               |               |                          |                      |            |            |            |

## Episcopologio
- Gabriel-Joseph-Elie Breynat, O.M.I. † (31 de julio de 1901-6 de abril de 1943 renunció)
- Joseph-Marie Trocellier, O.M.I. † (6 de abril de 1943 por sucesión-27 de noviembre de 1958 falleció)
- Paul Piché, O.M.I. † (5 de marzo de 1959-24 de enero de 1986 renunció)
- Denis Croteau, O.M.I. (24 de enero de 1986-10 de mayo de 2008 retirado)
- Murray Chatlain (10 de mayo de 2008-6 de diciembre de 2012 nombrado arzobispo de Keewatin-Le Pas)
- Mark Andrew Hagemoen (15 de octubre de 2013-12 de septiembre de 2017 nombrado obispo de Saskatoon)
- Jon Paul Christian Hansen, C.SS.R., desde el 15 de diciembre de 2017